# Remigia philippiensis
Remigia philippiensis là một loài bướm đêm trong họ Erebidae.